# GMM Grammy
GMM Grammy Public Company Limited és la major companyia d'entreteniment amb conglomerat de mitjans de comunicació a Tailàndia. Afirma una participació del 70 per cent de la indústria de l'entreteniment tailandès. Els artistes de Grammy inclouen Thongchai McIntyre, Silly Fools i Loso. A més del seu negoci musical, l'empresa participa en la producció de concerts, la direcció d'artistes, la producció i l'edició de pel·lícules i televisions.